# Rulyrana
Rulyrana (лат.) — род бесхвостых земноводных из семейства стеклянных лягушек, обитающих в Южной Америке. Родовое название образовано от «Ru», в честь Педро Мигеля Руиса-Каррансы, «ly», в честь Джона Дугласа Линча, и лат. rana — «лягушка». Название чтит память этих учёных, «внёсших огромный вклад в понимание разнообразия стеклянных лягушек, их биологии и эволюции».

## Описание
Характеризуются отсутствием плечевых шпор у взрослых самцов, наличием дольчатой печени, покрытой прозрачной брюшиной, зелёными костями и полупрозрачным пищеварительным трактом. 

## Размножение
Это яйцекладущие земноводные. Самки откладывают яйца на листьях или камнях.

## Распространение
Обитают на амазонских склонах Анд в Эквадоре, Перу и, возможно, Боливии, а также на восточных склонах Центральной Кордильеры и западных склонах Восточной Кордильеры в Колумбии.

## Классификация
На февраль 2023 года в род включают 6 видов:
- Rulyrana adiazeta (Ruiz-Carranza & Lynch, 1991)
- Rulyrana flavopunctata (Lynch & Duellman, 1973) — Желтоточечная стеклянная лягушка
- Rulyrana mcdiarmidi (Cisneros-Heredia, Venegas, Rada & Schulte, 2008)
- Rulyrana saxisc&ens (Duellman & Schulte, 1993)
- Rulyrana spiculata (Duellman, 1976) — Шероховатая стеклянная лягушка
- Rulyrana susatamai (Ruiz-Carranza & Lynch, 1995)